# Патхак, Гопал Сваруп
Го́пал Свару́п Па́тхак (англ. Gopal Swarup Pathak, хинди गोपाल स्वरुप पाठक) — индийский государственный деятель. Занимал должность вице-президента Индии с 31 августа 1969 по 30 августа 1974 года.

## Биография
Родился 26 февраля 1896 года в Барели (ныне штат Уттар-Прадеш). После получения среднего образования в Барели, Гопал поступил в Аллахабадский университет на юридический факультет. После окончания университета он работал судьёй в Аллахабадском высшем суде, затем стал членом верхней палаты парламента Индии (1960—1966). С 13 мая 1967 по 31 августа 1969 года Гопал занимал должность губернатора штата Карнатака.
Скончался 31 августа 1982 года в Нью-Дели. Его сын, Рагхунандан Сваруп Патхак, работал судьёй в Международном суде ООН.